# Contea di Sequatchie
La contea di Sequatchie in inglese Sequatchie County è una contea dello Stato del Tennessee, negli Stati Uniti. La popolazione al censimento del 2000 era di 11 370 abitanti. Il capoluogo di contea è Dunlap.